# Charles Mackerras
Alan Charles Mackerras, né le 17 novembre 1925 à Schenectady (New York) et mort le 14 juillet 2010 à Londres, est un chef d'orchestre australien d'origine américaine, particulièrement associé aux opéras de Janacek.

## Biographie
Charles Mackerras part vers l'Australie encore enfant avec sa famille. Il étudie et joue d'abord de la flûte puis du hautbois à Sydney avant de s'intéresser à la direction d'orchestre. Il séjourne alors à Prague pour suivre des cours auprès de Václav Talich. Cette formation le marque durablement.
Il trouve un premier emploi à Londres, où il tient le second hautbois et le cor anglais au Sadler's Wells Theatre dont il devient le chef assistant de 1948 à 1954, introduisant le public londonien aux œuvres tchèques (Katja Kabanova, Jenůfa, L'Affaire Makropoulos). Il dirige ensuite au « English Opera Group » de 1955 à 1960, où il participe à la création de Ruth de Lennox Berkeley, et de Noye's Fludde de Benjamin Britten. Il dirige la première en Grande-Bretagne de Les Mamelles de Tirésias de Francis Poulenc, à Aldeburgh en 1958. Il fait ses débuts au Royal Opera House de Londres en 1964. 
Entre 1961 et 1970, il est très présent en Allemagne, où il est successivement chef invité permanent de l'opéra d'État de Berlin (1961-1963) puis de Hambourg (1965-1970). En 1972, il fait ses débuts au Metropolitan Opera, en 1973 à l'Opéra de Paris. Il est citoyen d'honneur de la ville de Prague, dont il dirige régulièrement l'orchestre philharmonique depuis le milieu des années 1980. Il est fait Commander de l'ordre de l'Empire britannique (CBE) en 1974, puis Knight Bachelor en 1979.
Musicologue autant que chef d'orchestre, MacKerras s'est aussi intéressé aux œuvres de Mozart, dont il a publié de nouvelles éditions avec appoggiatures et ornementations. Il est directeur artistique du « English National Opera » de 1970 à 1977. Il prend la direction de l'Orchestre Symphonique de Sydney (1982-85), puis de la Royal Liverpool Philharmonic Orchestra. En 1987, il devient directeur artistique du « Welsh National Opera ». En 2003, il devient membre de l'ordre des compagnons d'honneur.
Ses goûts éclectiques (de Haendel à Janacek), ses connaissances musicologiques, son intuition d'interprète, font de lui une importante figure parmi les chefs lyriques de notre temps.

## Répertoire
Charles Mackerras était un chef d'orchestre des plus estimés, considéré comme le dépositaire de la grande tradition de direction orchestrale tchéco-slovaque telle qu'elle était incarnée par Rafael Kubelik et Karel Ančerl et, depuis longtemps, comme l'expert par excellence des opéras de Leoš Janáček, qu'il a contribué plus que tout autre à imposer sur les scènes occidentales. Mais s'il était aussi un spécialiste des opérettes de Gilbert et Sullivan, sa renommée internationale vient avant tout de sa longue histoire d'amour avec le répertoire baroque et classique : c'est en effet en tant que spécialiste de Henry Purcell, Georg Friedrich Haendel, Christoph Willibald Gluck et Wolfgang Amadeus Mozart avec entre autres enregistrements un superbe  concerto  no 20 avec Alfred  Brendel que Mackerras a forgé sa célébrité à une époque où les opéras de Janáček n'étaient encore que des semi-curiosités. Son enregistrement sur instruments d'époque du Messie de Haendel (1969) a ainsi fait date et reste d'une grande qualité grâce à sa palette éclatante de solistes (Janet Baker, Elizabeth Harwood, Robert Tear entre autres) et en dépit de chœurs jugés un peu criards.

## Distinctions
- Commandeur de l'Ordre de l'Empire britannique  (CBE - 1974)[5]
- Chevalier (Knight Bachelor - 1979)[6]
- Compagnon de l'Ordre d'Australie (AC - 1997)[7]
- Médaille du Centenaire (Centenary Medal - 2001)[8]
- Membre de l'Ordre des compagnons d'honneur (CH - 2003)[9]
- Médaille Artis Bohemiae Amici pour avoir participé à la promotion de la musique tchèque (27 avril 2010)

## Hommages
L'astéroïde (36226) Mackerras, découvert en 1999, est nommé en son honneur.

## Sources
- Roland Mancini & Jean-Jacques Rouveroux, Le guide de l'opéra, Fayard, 1986  (ISBN 2-213-01563-5)